# Ruled Britannia
«Подчинённая Британия» (англ. «Ruled Britannia») — роман, написанный Гарри Тертлдавом в жанре «альтернативная история», впервые опубликованный в твёрдом переплёте и мягкой обложке в 2002 году издательством Roc Books. Действие книги происходит в 1597 году в альтернативной вселенной, где победила Испанская Армада (Непобедимая Армада). Королевство Англия (и, вероятно, большая часть Британии) было завоёвано и возвращено в лоно римской католической церкви под владычество королевы Изабеллы, дочери Филиппа II Испанского. Низвергнутая королева Елизавета I заключена в лондонском Тауэре, в то время как её единомышленники-протестанты сожжены на костре английской инквизицией.
История рассматривается с точки зрения двух известных драматургов: англичанина Уильяма Шекспира и испанца Лопе де Вега; в качестве второстепенных персонажей там присутствуют современники: Кристофер Марлоу, Ричард Бёрбедж и Уильям Кемп.

## Сюжет
Шекспир — скромный начинающий драматург, только добивающийся признания. С ним входят в контакт члены подпольного движения сопротивления, которые планируют свергнуть испанское владычество в Англии и восстановить в правах Елизавету I. Чтобы сделать это, они просят Шекспира написать пьесу, изображающую сагу Боудикки, королевы древних иценов, восставшую против римского вторжения в Британию в I веке н. э. Заговорщики надеются, что пьеса вдохновит аудиторию — британцев, снова находящихся под пятой иноземных захватчиков, — низвергнуть испанцев.
План осложняют испанцы, тоже оценившие талант Шекспира. Они поручают ему написать пьесу, изображающую жизнь испанского короля Филиппа II и испанское завоевание Англии. Теперь Шекспиру нужно написать одновременно две пьесы: одну, прославляющую британское бесстрашие, и другую, прославляющую завоевание Британии и возвращение к католицизму. Там также есть побочная сюжетная линия: подвиги испанского драматурга и солдата Лопе де Вега, который по заданию испанского армейского руководства присматривает за Шекспиром (де Вега даже играет роль короля Филиппа в пьесе Шекспира) и меняет женщину за женщиной.
Несмотря на опасности, подстерегающие за каждым поворотом, исходящие от испанской инквизиции и взращённой дома английской инквизиции, тайная пьеса реализуется, и несмотря на сомнения Шекспира и его друзей-актёров, она представляется публике.
Как и надеялись заговорщики, аудитория разражается антииспанским гневом и неистовствует в Лондоне, убивая любого испанца на своём пути и освобождая Елизавету из Тауэра. Невзирая на эту победу и провозглашённую Англией свободу, обе стороны терпят внушительные потери.
Королева Елизавета I вознаграждает Шекспира рыцарством и аннулированием его несчастливого брака с Энн Хатауэй, что позволяет ему жениться на своей давней возлюбленной. Королева также удовлетворяет его дерзкую просьбу о постановке пьесы «Король Филипп», которая, как он полагает, является одной из его лучших работ. В конце истории Шекспир использует свой новый статус для того, чтобы поспособствовать освобождению Лопе де Вега из тюрьмы.